# Cinema magazin
A Cinema magazin egy filmekkel foglalkozó, Magyarországon 1991 és 2009 között megjelent havilap. 
Európa legnagyobb filmmagazinja.

## Története
1991 decemberében jelent meg először Magyarországon magyar nyelven, a címlapon Kevin Costner volt a Robin Hood, a tolvajok fejedelme című film egyik jelenetéből. A Németországban 1975-ben alapított, német Cinema magazin volt a tulajdonosa. A cikkek nagy része is a német anyalap fordítása volt, ahogy a címlapok is a német eredetiből lettek átvéve. Kivételek voltak, mert a magyar filmek kritikáit magyar kritikusok írták, és előfordult, hogy a címlapot is magyarok csinálták, mint a 2006. októberi szám, ahol Goda Krisztina Szabadság, szerelem című filmje volt a borítón. Az utolsó szám 2009 áprilisában jelent meg és Hugh Jackman szerepelt a címlapján. A hirtelen jött megszűnés híre meglepte a szerkesztőket is. Az utolsó számban is készült előzetes ajánló, hogy melyik filmekkel (Star Trek, Péntek 13., A pankrátor) foglalkoznak a következő, májusi számban, azonban ezt a számot hiába várták az előfizetők és a vásárlók. Összesen 209 szám jelent meg (valójában csak 207, mert a 80-81. és a 86-87. szám duplaszám volt, egy havi kiadásban jelent meg).

## Lapszámok
| Megjelenés ideje | Lapszám | Címlap                                                             | Oldalszám | Érdekesség                                                                                     |
| ---------------- | ------- | ------------------------------------------------------------------ | --------- | ---------------------------------------------------------------------------------------------- |
| 1991/12          | 1.      | Robin Hood, a tolvajok fejedelme Kevin Costner                     | 68        | Az első lapszám                                                                                |
| 1992/01          | 2.      | Kim Basinger                                                       | 68        |                                                                                                |
| 1992/02          | 3.      | Mel Gibson                                                         | 68        |                                                                                                |
| 1992/03          | 4.      | Addams Family – A galád család                                     | 68        |                                                                                                |
| 1992/04          | 5.      | Cape Fear – A rettegés foka                                        | 68        |                                                                                                |
| 1992/05          | 6.      | JFK – A nyitott dosszié                                            | 68        |                                                                                                |
| 1992/06          | 7.      | Sophie Marceau                                                     | 68        |                                                                                                |
| 1992/07          | 8.      | Elemi ösztön Sharon Stone, Michael Douglas                         | 68        | SCI-FI & Horror special                                                                        |
| 1992/08          | 9.      | Anthony Delon                                                      | 68        | elindult a %-os értékelés, a hátlapon nem hirdetés van                                         |
| 1992/09          | 10.     | Tökéletes katona Jean-Claude Van Damme                             | 64        | 4 oldallal kevesebb                                                                            |
| 1992/10          | 11.     | A végső megoldás: Halál Sigourney Weaver                           | 64        |                                                                                                |
| 1992/11          | 12.     | Madonna                                                            | 64        |                                                                                                |
| 1992/12          | 13.     | Sonja Kirchberger                                                  | 64        | a címlapon a Sonja Kirchberger félmeztelenül van                                               |
| 1993/01          | 14.     | Bruce Willis                                                       | 64        |                                                                                                |
| 1993/02          | 15.     | Greta Scacchi                                                      | 64        | a címlapon Greta Scacchi félmeztelenül látható                                                 |
| 1993/03          | 16.     | Drakula                                                            | 64        |                                                                                                |
| 1993/04          | 17.     | Több mint testőr                                                   | 64        | ingyenes mozijegy járt a magazinhoz                                                            |
| 1993/05          | 18.     | egy fiatal nő                                                      | 64        |                                                                                                |
| 1993/06          | 19.     | több sztár                                                         | 64        |                                                                                                |
| 1993/07          | 20.     | Harrison Ford                                                      | 64        |                                                                                                |
| 1993/08          | 21.     | Kim Basinger                                                       | 64        |                                                                                                |
| 1993/09          | 22.     | Andie MacDowell                                                    | 64        |                                                                                                |
| 1993/10          | 23.     | Jurassic Park logó                                                 | 80        | 80 oldalas, 31 oldalon keresztül a Jurassic Park a téma                                        |
| 1993/11          | 24.     | Sliver William Baldwin, Sharon Stone                               | 64        |                                                                                                |
| 1993/12          | 25.     | Célkeresztben Clint Eastwood                                       | 64        | ajándék A Szépség és a szörnyeteg poszter                                                      |
| 1994/01          | 26.     | több kép filmekből                                                 | 64        | 198 forintra emelték a magazin árát                                                            |
| 1994/02          | 27.     | Sylvester Stallone A pusztító                                      | 64        | "Stallone botrányos fotói"                                                                     |
| 1994/03          | 28.     | Kevin Costner Tökéletes világ                                      | 64        |                                                                                                |
| 1994/04          | 29.     | Julia Roberts                                                      | 64        |                                                                                                |
| 1994/05          | 30.     | Wayne világa 2.                                                    | 64        | Cinema special: "A filmvígjáték 100 évének története" 1. rész                                  |
| 1994/06          | 31.     | Leslie Nielsen                                                     | 64        | Cinema special: "A filmvígjáték 100 évének története" 2. rész                                  |
| 1994/07          | 32.     | több sztár                                                         | 64        | "Hollywood titkos tervei"                                                                      |
| 1994/08          | 33.     | Tom Cruise kis képeken több sztár                                  | 64        | "Filmelőzetes 94/95"                                                                           |
| 1994/09          | 34.     | Keanu Reeves                                                       | 64        |                                                                                                |
| 1994/10          | 35.     | Mel Gibson                                                         | 64        |                                                                                                |
| 1994/11          | 36.     | Harrison Ford                                                      | 64        |                                                                                                |
| 1994/12          | 37.     | Forrest Gump Tom Hanks                                             | 64        | Filmzene speciál                                                                               |
| 1995/01          | 38.     | A specialista Sylvester Stallone, Sharon Stone                     | 64        | "Filmelőzetes '95"                                                                             |
| 1995/02          | 39.     | Robert De Niro                                                     | 64        |                                                                                                |
| 1995/03          | 40.     | Tom Cruise                                                         | 84        | +20 oldal, Jupiter díj "Szavazzon az olvasó!", kemény papír borító                             |
| 1995/04          | 41.     | rajzolt kép híres filmjelenetekből                                 | 84        | kihajtható, dupla címlap, 249 forintra emelték a magazin árát                                  |
| 1995/05          | 42.     | Brad Pitt                                                          | 84        |                                                                                                |
| 1995/06          | 43.     | Winona Ryder                                                       | 84        | Jupiter 94 szavazás eredményei                                                                 |
| 1995/07          | 44.     | Christopher Lambert                                                | 84        |                                                                                                |
| 1995/08          | 45.     | Die Hard – Az élet mindig drága Bruce Willis                       | 84        | "Nagy filmelőzetes 13 oldalon"                                                                 |
| 1995/09          | 46.     | Mindörökké Batman                                                  | 84        |                                                                                                |
| 1995/10          | 47.     | Kevin Costner                                                      | 84        |                                                                                                |
| 1995/11          | 48.     | A rettenthetetlen Mel Gibson                                       | 84        | "Apollo-13 A filmtrükkök 18 oldalon!"                                                          |
| 1995/12          | 49.     | Aranyszem Pierce Brosnan, Izabella Scorupco                        | 84        |                                                                                                |
| 1996/01          | 50.     | 55 db. kis kép filmekből, forgatásokról, sztárokról                | 84        | 50. szám                                                                                       |
| 1996/02          | 51.     | Michelle Pfeiffer                                                  | 84        | index tartalomjegyzék 94-95                                                                    |
| 1996/03          | 52.     | Robin Williams                                                     | 84        |                                                                                                |
| 1996/04          | 53.     | John Travolta                                                      | 84        | 289 forintra emelték a magazin árát, Jupiter-díj szavazás,                                     |
| 1996/05          | 54.     | Bruce Willis                                                       | 84        |                                                                                                |
| 1996/06          | 55.     | Showgirls                                                          | 84        | "Cenzúra special"                                                                              |
| 1996/07          | 56.     | Richard Gere                                                       | 84        | Jupiter 95 eredményei                                                                          |
| 1996/08          | 57.     | Arnold Schwarzenegger                                              | 84        | "Nagy filmelőzetes 1996-1997"                                                                  |
| 1996/09          | 58.     | Mission: Impossible Tom Cruise                                     | 84        |                                                                                                |
| 1996/10          | 59.     | A függetlenség napja                                               | 84        | ez a szám az utolsó tűzőgéppes összekapcsolással készült Cinema                                |
| 1996/11          | 60.     | Hetedik Brad Pitt                                                  | 120       | Az első ragasztott kiadású Cinema, 120 oldalra bővült, VHS-en kiadott filmekkel is foglalkozik |
| 1996/12          | 61.     | A Notre Dame-i toronyőr                                            | 120       |                                                                                                |
| 1997/01          | 62.     | Pamela Anderson                                                    | 118       | "Az év képei - visszatekintés 1996 filmjeire"                                                  |
| 1997/02          | 63.     | Salma Hayek                                                        | 118       | "Nagy filmelőzetes 1997", 1996-os tartalomjegyzék                                              |
| 1997/03          | 64.     | Liv Tyler                                                          | 118       |                                                                                                |
| 1997/04          | 65.     | Csillagok háborúja                                                 | 134       | 20 oldalon foglalkozik a Csillagok háborúja filmekkel, 375 forintra drágult a magazin          |
| 1997/05          | 66.     | Jerry Maguire – A nagy hátraarc Tom Cruise                         | 134       | Jupiter '97 szavazás                                                                           |
| 1997/06          | 67.     | Elizabeth Hurley                                                   | 118       |                                                                                                |
| 1997/07          | 68.     | Con Air – A fegyencjárat                                           | 134       | "Filmelőzetes '97/98"                                                                          |
| 1997/08          | 69.     | Batman és Robin                                                    | 118       | 1997-es Jupiter-díj eredményei                                                                 |
| 1997/09          | 70.     | Az elveszett világ: Jurassic Park                                  | 144       | 144 oldalas lett, 26 oldalon keresztül a Jurassic Park 2-vel foglalkoznak                      |
| 1997/10          | 71.     | Ál/Arc Nicolas Cage, John Travolta                                 | 120       |                                                                                                |
| 1997/11          | 72.     | Az elnök különgépe Harrison Ford                                   | 142       | Star Wars I. rész – Baljós árnyak forgatási fotók                                              |
| 1997/12          | 73.     | A holnap markában Pierce Brosnan                                   | 134       | 17 oldalas James Bond special                                                                  |
| 1998/01          | 74.     | Titanic                                                            | 134       | James Bond special - 2. rész                                                                   |
| 1998/02          | 75.     | Sigourney Weaver                                                   | 116       | "Nagy filmelőzetes '98", tartalomjegyzék 1997, ebben a számban nincs százalékos értékelés      |
| 1998/03          | 76.     | Sylvester Stallone, Spice Girls-lányok                             | 118       |                                                                                                |
| 1998/04          | 77.     | A vasálarcos Leonardo DiCaprio                                     | 116       |                                                                                                |
| 1998/05          | 78.     | Kim Basinger                                                       | 132       | Jupiter '98 szavazás, 425 forintra emelték a magazin árát                                      |
| 1998/06          | 79.     | Mark Wahlberg                                                      | 124       | Cinema special: "Erotika a filmben"                                                            |
| 1998/07-08       | 80-81.  | Armageddon                                                         | 164       | "A nagy filmelőzetes" duplaszám: 2 hónap filmjeivel foglalkozik                                |
| 1998/09          | 82.     | Godzilla                                                           | 132       | 23 oldalon foglalkozik a Godzillával                                                           |
| 1998/10          | 83.     | X-akták: A film                                                    | 132       |                                                                                                |
| 1998/11          | 84.     | George Clooney                                                     | 116       |                                                                                                |
| 1998/12          | 85.     | Cameron Diaz                                                       | 116       |                                                                                                |
| 1999/01-02       | 86-87.  | Sikoly 2.                                                          | 164       | újabb duplaszám: 2 hónap filmjeivel foglalkozik                                                |
| 1999/03          | 88.     | Tom Hanks                                                          | 116       |                                                                                                |
| 1999/04          | 89.     | Star Wars I. rész – Baljós árnyak                                  | 116       |                                                                                                |
| 1999/05          | 90.     | Star Wars I. rész – Baljós árnyak                                  | 116       |                                                                                                |
| 1999/06          | 91.     | A múmia                                                            | 116       | Jupiter '99 szavazás                                                                           |
| 1999/07          | 92.     | Star Wars I. rész – Baljós árnyak                                  | 116       |                                                                                                |
| 1999/08          | 93.     | Will Smith                                                         | 100       |                                                                                                |
| 1999/09          | 94.     | Star Wars I. rész – Baljós árnyak                                  | 132       | 35 oldalon foglalkozik a Baljós árnyakkal, 495 forintra emelték az magazint                    |
| 1999/10          | 95.     | Sztárom a párom Hugh Grant, Julia Roberts                          | 116       |                                                                                                |
| 1999/11          | 96.     | Oltári nő Richard Gere, Julia Roberts                              | 116       |                                                                                                |
| 1999/12          | 97.     | A világ nem elég Pierce Brosnan, Sophie Marceau                    | 124       | Cinema special: "Minden a 007-kultuszról"                                                      |
| 2000/01          | 98.     | Harcosok klubja Brad Pitt                                          | 100       |                                                                                                |
| 2000/02          | 99.     | Amerikai szépség                                                   | 108       | Filmelőzetes 2000                                                                              |
| 2000/03          | 100.    | Az Álmosvölgy legendája                                            | 116       | Tartalomjegyzék 1999, 100. szám                                                                |
| 2000/04          | 101.    | Angelina Jolie                                                     | 116       |                                                                                                |
| 2000/05          | 102.    | sok kiskép híres filmekből                                         | 116       | "Minden idők 100 legjobb filmje", az első a Schindler listája lett                             |
| 2000/06          | 103.    | Gladiátor, A Mars-mentőakció                                       | 116       |                                                                                                |
| 2000/07          | 104.    | Tom Cruise                                                         | 100       | Jupiter-díj 2000                                                                               |
| 2000/08          | 105.    | A hazafi Mel Gibson                                                | 116       |                                                                                                |
| 2000/09          | 106.    | Drew Barrymore                                                     | 132       | "Sport a filmben"                                                                              |
| 2000/10          | 107.    | Jim Carrey                                                         | 116       |                                                                                                |
| 2000/11          | 108.    | X-Men – A kívülállók                                               | 116       |                                                                                                |
| 2000/12          | 109.    | Charlie angyalai                                                   | 134       |                                                                                                |
| 2001/01          | 110.    | több kiskép filmekből                                              | 100       | "A nagy filmelőzetes"                                                                          |
| 2001/02          | 111.    | Kate Winslet                                                       | 100       |                                                                                                |
| 2001/03          | 112.    | Mel Gibson                                                         | 116       | Tartalomjegyzék 1999, 100. szám                                                                |
| 2001/04          | 113.    | Beépített szépség Sandra Bullock                                   | 116       | Jupiter-díj 2001 szavazás                                                                      |
| 2001/05          | 114.    | A múmia visszatér                                                  | 116       |                                                                                                |
| 2001/06          | 115.    | Hannibal Anthony Hopkins                                           | 116       | "A nagy filmelőzetes", 545 forintra emeleték a magazin árát                                    |
| 2001/07          | 116.    | Lara Croft: Tomb Raider Angelina Jolie                             | 100       | Jupiter-díj 2000                                                                               |
| 2001/08          | 117.    | Pearl Harbor – Égi háború                                          | 100       |                                                                                                |
| 2001/09          | 118.    | Jurassic Park III.                                                 | 116       | "Bennfentes tudósítás: Hollywood drogmámora"                                                   |
| 2001/10          | 119.    | A. I. – Mesterséges értelem                                        | 116       |                                                                                                |
| 2001/11          | 120.    | Amerikai pite 2.                                                   | 116       |                                                                                                |
| 2001/12          | 121.    | Harry Potter és a bölcsek köve                                     | 132       | "10 éves a Cinema", 575 forintra emeleték a magazin árát                                       |
| 2002/01          | 122.    | A Gyűrűk Ura: A Gyűrű Szövetsége                                   | 116       | "Éves előzetes: Filmek 2002"                                                                   |
| 2002/02          | 123.    | Tom Cruise                                                         | 100       | "Sztárok 2001: Visszapillantás az elmúlt év filmes eseményeire"                                |
| 2002/03          | 124.    | Russell Crowe                                                      | 116       | "Cinema special: Az Oscar", Ez az utolsó szám aminek Bergendy Péter a főszerkesztője           |
| 2002/04          | 125.    | Star Wars II. rész – A klónok támadása                             | 116       | Jupiter-díj 2002 szavazás                                                                      |
| 2002/05          | 126.    | Star Wars II. rész – A klónok támadása                             | 116       |                                                                                                |
| 2002/06          | 127.    | Pókember                                                           | 116       | Jupiter-díj 2002 eredményei                                                                    |
| 2002/07          | 128.    | Men in Black – Sötét zsaruk 3.                                     | 100       | "Nagy filmelőzetes 2002"                                                                       |
| 2002/08          | 129.    | Monica Bellucci                                                    | 100       |                                                                                                |
| 2002/09          | 130.    | Különvélemény Tom Cruise                                           | 116       | Új főszerkesztő: Ezüst Rita                                                                    |
| 2002/10          | 131.    | Jelek Mel Gibson                                                   | 116       | "A nagy filmforgatás special"                                                                  |
| 2002/11          | 132.    | Harry Potter és a Titkok Kamrája                                   | 132       |                                                                                                |
| 2002/12          | 133.    | Halj meg máskor Pierce Brosnan                                     | 132       | "40 éve James Bond: a 007 nyomában", 595 forintra emelték a magazin árát                       |
| 2003/01          | 134.    | A Gyűrűk Ura: A két torony                                         | 100       |                                                                                                |
| 2003/02          | 135.    | Leonardo DiCaprio                                                  | 100       | "Nagy film előzetes 2003"                                                                      |
| 2003/03          | 136.    | Chicago                                                            | 116       | Jupiter 2003                                                                                   |
| 2003/04          | 137.    | Daredevil – A fenegyerek                                           | 116       |                                                                                                |
| 2003/05          | 138.    | Mátrix folytatások Keanu Reeves, Audrey Tautou                     | 116       | "Az év filmjei: Mátrix Újratöltve & Forradalmak"                                               |
| 2003/06          | 139.    | Terminátor 3. – A gépek lázadása                                   | 116       |                                                                                                |
| 2003/07          | 140.    | Hulk                                                               | 116       | Jupiter-díj 2003 eredmények                                                                    |
| 2003/08          | 141.    | Terminátor 3. – A gépek lázadása                                   | 100       |                                                                                                |
| 2003/09          | 142.    | A Karib-tenger kalózai: A Fekete Gyöngy átka                       | 116       | "A nagy filmelőzetes"                                                                          |
| 2003/10          | 143.    | Kill Bill 1. Uma Thurman                                           | 116       |                                                                                                |
| 2003/11          | 144.    | Mátrix – Forradalmak                                               | 116       |                                                                                                |
| 2003/12          | 145.    | Az utolsó szamuráj Tom Cruise                                      | 116       | 695 forintra emelték a magazin árát                                                            |
| 2004/01          | 146.    | A Gyűrűk Ura: A király visszatér                                   | 100       | "Special: Magyar filmek 2004"                                                                  |
| 2004/02          | 147.    | kisképek filmekről                                                 | 100       | "2004: Nagy filmelőzetes"                                                                      |
| 2004/03          | 148.    | Hideghegy                                                          | 116       |                                                                                                |
| 2004/04          | 149.    | A passió                                                           | 116       | Jupiter-díj szavazás                                                                           |
| 2004/05          | 150.    | Kill Bill 2. Uma Thurman                                           | 116       | "150. jubileumi szám"                                                                          |
| 2004/06          | 151.    | Harry Potter és az azkabani fogoly                                 | 116       | A nagy filmelőzetes                                                                            |
| 2004/07          | 152.    | Shrek 2.                                                           | 100       |                                                                                                |
| 2004/08          | 153.    | Pókember 2.                                                        | 100       |                                                                                                |
| 2004/09          | 154.    | Artúr király                                                       | 116       |                                                                                                |
| 2004/10          | 155.    | Tom Cruise                                                         | 116       | Star Wars trilógia special                                                                     |
| 2004/11          | 156.    | Nagy Sándor, a hódító Colin Farrell                                | 116       |                                                                                                |
| 2004/12          | 157.    | A Hihetetlen család                                                | 116       |                                                                                                |
| 2005/01          | 158.    | Hayden Christensen                                                 | 100       | "Filmsikerek 2005"                                                                             |
| 2005/02          | 159.    | Sorstalanság                                                       | 100       |                                                                                                |
| 2005/03          | 160.    | Sarah Michelle Gellar                                              | 116       |                                                                                                |
| 2005/04          | 161.    | Star Wars III. rész – A Sith-ek bosszúja                           | 100       |                                                                                                |
| 2005/05          | 162.    | Mennyei királyság Orlando Bloom                                    | 100       |                                                                                                |
| 2005/06          | 163.    | Sin City – A bűn városa                                            | 100       |                                                                                                |
| 2005/07          | 164.    | Batman: Kezdődik!                                                  | 100       |                                                                                                |
| 2005/08          | 165.    | Sky kapitány és a holnap világa                                    | 100       |                                                                                                |
| 2005/09          | 166.    | Paul Walker, Jessica Alba                                          | 100       | "Szexi Hollywood"                                                                              |
| 2005/10          | 167.    | King Kong                                                          | 100       | "Újdonság! A hónap nagy DVD-kalauza 20 oldalon"                                                |
| 2005/11          | 168.    | Zorro legendája Antonio Banderas                                   | 100       |                                                                                                |
| 2005/12          | 169.    | Az oroszlán, a boszorkány és a ruhásszekrény                       | 100       |                                                                                                |
| 2006/01          | 170.    | kisképek filmekről                                                 | 100       | "A nagy filmelőzetes 100 filmmel"                                                              |
| 2006/02          | 171.    | Büszkeség és balítélet                                             | 100       | 2004: Nagy filmelőzetes "                                                                      |
| 2006/03          | 172.    | Fegyvernepper Nicolas Cage                                         | 100       | Ez az utolsó szám aminek Ezüst Rita a főszerkesztője                                           |
| 2006/04          | 173.    | Underworld Kate Beckinsale                                         | 100       |                                                                                                |
| 2006/05          | 174.    | Tom Cruise, Tom Hanks                                              | 100       |                                                                                                |
| 2006/06          | 175.    | X-Men: Az ellenállás vége Halle Berry                              | 100       |                                                                                                |
| 2006/07          | 176.    | Superman visszatér Brandon Routh, Kate Bosworth                    | 100       | "Top 100 - olvasók listája"                                                                    |
| 2006/08          | 177.    | Keira Knightley                                                    | 100       |                                                                                                |
| 2006/09          | 178.    | Kate Hudson                                                        | 100       | "Szexi Hollywood"                                                                              |
| 2006/10          | 179.    | Szabadság, szerelem                                                | 100       | "Újdonság! A hónap nagy DVD-kalauza 20 oldalon"                                                |
| 2006/11          | 180.    | Scarlett Johansson                                                 | 100       |                                                                                                |
| 2006/12          | 181.    | Casino Royale                                                      | 100       |                                                                                                |
| 2007/01          | 182.    | Tobey Maguire                                                      | 100       | "Filmelőzetes 2007"                                                                            |
| 2007/02          | 183.    | Véres gyémánt Leonardo DiCaprio, Jennifer Connelly                 | 100       |                                                                                                |
| 2007/03          | 184.    | A faun labirintusa                                                 | 116       | Új főszerkesztő: Levitin Dávid                                                                 |
| 2007/04          | 185.    | 300                                                                | 100       |                                                                                                |
| 2007/05          | 186.    | A Karib-tenger kalózai: A világ végén Johnny Depp, Keira Knightley | 100       |                                                                                                |
| 2007/06          | 187.    | Die Hard 4.0 – Legdrágább az életed Bruce Willis                   | 100       |                                                                                                |
| 2007/07          | 188.    | Harry Potter és a Főnix Rendje                                     | 100       | "Minden idők 25 legjobb vígjátéka"                                                             |
| 2007/08          | 189.    | Kate Beckinsale                                                    | 100       | "Nagy őszi-téli filmelőzetes"                                                                  |
| 2007/09          | 190.    | Catherine Zeta-Jones                                               | 100       |                                                                                                |
| 2007/10          | 191.    | A Kaptár 3. – Teljes pusztulás Milla Jovovich                      | 100       | "Minden idők 50 legjobb akciófilmje"                                                           |
| 2007/11          | 192.    | Elizabeth: Az aranykor Cate Blanchett                              | 100       |                                                                                                |
| 2007/12          | 193.    | Golyózápor                                                         | 100       |                                                                                                |
| 2008/01          | 194.    | Keira Knightley                                                    | 100       | "A nagy filmelőzetes 2008"                                                                     |
| 2008/02          | 195.    | Jesse James meggyilkolása, a tettes a gyáva Robert Ford Brad Pitt  | 100       |                                                                                                |
| 2008/03          | 196.    | Sweeney Todd, a Fleet Street démoni borbélya Johnny Depp           | 100       | "In memoriam Heath Ledger, Selmeczi Roland, Roy Scheider"                                      |
| 2008/04          | 197.    | Indiana Jones és a kristálykoponya királysága Harrison Ford        | 100       | "Filmelőzetes tavaszi-nyári nagy durranások"                                                   |
| 2008/05          | 198.    | A Quantum csendje Daniel Craig                                     | 100       |                                                                                                |
| 2008/06          | 199.    | Narnia Krónikái: Caspian herceg James Stewart                      | 100       | "100 éve született James Stewart"                                                              |
| 2008/07          | 200.    | A sötét lovag Christian Bale                                       | 100       | 200. szám, "Cinema special: a lap története"                                                   |
| 2008/08          | 201.    | X-akták: Hinni akarok                                              | 100       |                                                                                                |
| 2008/09          | 202.    | Utazás a Föld középpontja felé                                     | 100       | "Minden idők 50 legjobb komikusa", "Nagy őszi-téli filmelőzetes"                               |
| 2008/10          | 203.    | Max Payne – Egyszemélyes háború Mark Wahlberg                      | 100       | "Cinema special: Minden idők legjobb sportfilmjei", 795 forintra emelték a magazin árát        |
| 2008/11          | 204.    | A Quantum csendje Daniel Craig, Olga Kurylenko                     | 100       | "Cinema special: minden idők legismertebb musicaljei"                                          |
| 2008/12          | 205.    | Amikor megállt a Föld Keanu Reeves                                 | 100       | "Nagy filmelőzetes 2009"                                                                       |
| 2009/01          | 206.    | Az igenember Jim Carrey                                            | 100       |                                                                                                |
| 2009/02          | 207.    | Elcserélt életek Angelina Jolie, Clint Eastwood                    | 100       |                                                                                                |
| 2009/03          | 208.    | Scarlett Johansson                                                 | 100       | "Oscar-túra 2009"                                                                              |
| 2009/04          | 209.    | X-Men kezdetek: Farkas Hugh Jackman                                | 100       | "Nagy sorozat előzetes 2009", az utolsó Magyarországon megjelent Cinema                        |

## Külső hivatkozások
- http://www.cinema.de A magazin németországi anyalapjának weboldala